# Rua das Chagas, n.º 20
Das Haus Rua das Chagas, n.º 20 ist ein Wohnhaus im Zentrum der portugiesischen Hauptstadt Lissabon.
Es befindet sich in der Stadtgemeinde Misericórdia, in Ecklage an der Einmündung der Rua da Horta Sêca in die Rua das Chagas. Nachdem die Câmara Municipal (Stadtverwaltung) von Lissabon dem Bauantrag des Eigentümers des Geländes, João Ferreira Gonçalves, zugestimmt hatte, wurde das Haus ab 1888 durch den Ingenieur Ressano Garcia errichtet.
Im Eingangsbereich des sechsstöckigen Gebäudes befindet sich eine ovale Lobby mit Elementen aus Holz und Eisen sowie Glasmalerei.
Eine Gedenktafel an der Fassade erinnert an die Malerin Maria Helena Vieira da Silva  (1908–1992), die in diesem Haus geboren wurde.
Das Haus ist in das Inventário Municipal de Património eingetragen.